# Slag om Tarawa

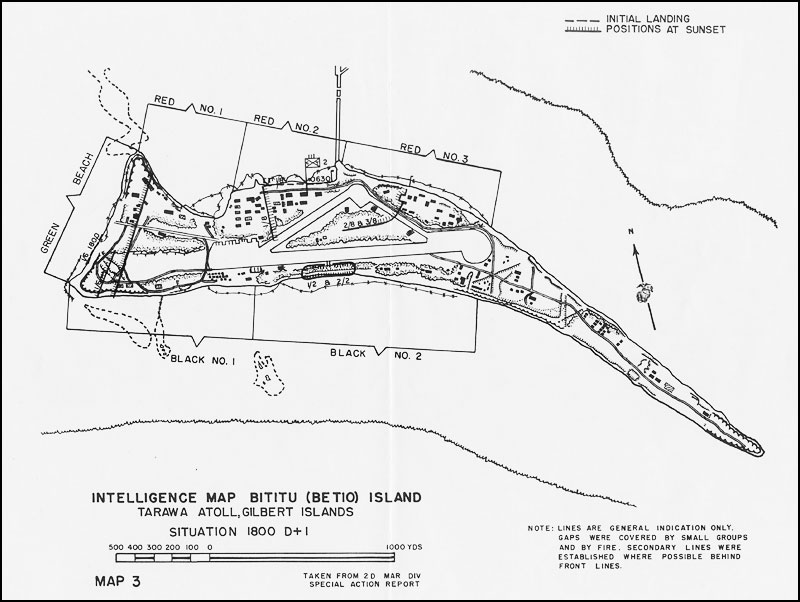
Betio: Posities op 21 november, 1800 uur

De Slag om Tarawa was een slag die zich afspeelde in de Stille Oceaan tijdens de Tweede Wereldoorlog. Ze werd van 20 tot 23 november 1943 gestreden om het Kiribatische atol Tarawa, en was een van de veldslagen in het kader van wat 'Leapfrogging' werd genoemd. Het doel van de Amerikaanse aanval was om het vliegveld op het eiland Betio van het Tarawa-atol te veroveren op de Japanners. Het was het eerste Amerikaanse offensief in het belangrijke centrale gebied van de Stille Oceaan. Het was ook de eerste keer in de oorlog dat de Verenigde Staten hevige Japanse weerstand kreeg te verwerken bij een amfibische landing. De voorafgaande landingen hadden met weinig of geen initiële weerstand te kampen gekregen. De 4.500 Japanse verdedigers waren goed bevoorraad en voorbereid, en ze vochten bijna tot de laatste man, waardoor de slag een zware tol eiste van de United States Marine Corps.
De Amerikaanse verliezen op het strand waren dermate zwaar dat meer dan honderd lijken nooit gerepatrieerd werden. Stafsergeant Norman T. Hatch, een militaire fotograaf die de lijken op het strand filmde, produceerde beelden die zo verontrustend waren dat hij toestemming nodig had van president Franklin Roosevelt om ze te kunnen publiceren. Het beeldmateriaal werd opgenomen in een korte documentaire uit 1944, With the Marines at Tarawa; de enige film tot dan toe die huiveringwekkende beelden van dode Amerikaanse soldaten toonde.

## Aanleiding
Na de Eerste Wereldoorlog wist Japan via het Vrede van Versailles (1919) zijn invloedssfeer in de Stille Oceaan uit te breiden. Door onderhandeling had het vele atollen in de Stille Oceaan aan zijn grondgebied kunnen toevoegen. In 1932 stapte Japan echter uit de Volkenbond die was voortgevloeid uit de conferentie in Versailles. In 1937 besloot de Japanse regering een alliantie met Duitsland en Italië aan te gaan. Na de val van Nederland en Frankrijk leek het Japan opportuun de kolonies van deze landen te annexeren. Indonesië en Indochina waren rijk aan grondstoffen en moesten de hongerige Japanse oorlogsmachine voeden.

De plotse expansie van het Japanse rijk lag de Verenigde Staten echter zwaar op de maag. Hoewel ze een vriendschappelijke relatie met Japan beoogden, was het ontstaan van een potentiële tweede supermacht in de Stille Oceaan een doorn in het oog. De relatie tussen beide landen verzuurde en beide kampen begonnen de eerste oorlogsplannen te smeden.

Op 8 december 1941, een dag na de aanval op Pearl Harbor, verklaarde Japan de oorlog aan de Verenigde Staten. Aangezien het voor de Verenigde Staten onmogelijk was om al zijn acties vanaf het vasteland te organiseren, kwam de legerstaf op de proppen met de Island-hoppingtechniek. Het plan was om beetje bij beetje de Japanse hoofdeilanden te naderen om zo een efficiënter offensief te kunnen voeren. Tarawa werd een van de eerste eilanden op de lijst van de Amerikanen.

## De Japanse verdedigingswerken
Admiraal Shibazaki Keiji, die de leiding had over de Tarawa-atol, was zich bewust van een mogelijke aanval en liet minutieuze verdedigingswerken uitvoeren. Omdat Betio slechts een vijftal kilometer lang was en een kleine 800 m breed, waren de stranden een belangrijk punt van verdediging. De grote lagune die het eiland Betio aan de noordelijke kant omvat, zag hij als een ideaal natuurlijk obstakel bij een mogelijke aanval. Er werden enkele houten barricades gebouwd en artillerie geplaatst om de vijand af te schrikken.

Er was behoorlijk wat lef nodig om de noordzijde aan te vallen. De Japanse troepen hadden er vrij schot en het water was er minimaal doorwaadbaar omwille van de zandbanken en het scherpe koraal waaraan de bodem van de lagune rijk was. Shibazaki had nog plannen om de defensie van dit strand te verfijnen. Zo had hij nog het idee zeemijnen in de lagune te laten plaatsen, maar wegens tijdsgebrek konden deze plannen niet uitgevoerd worden.

De zuidelijke zijde echter, die de vijand makkelijker zou kunnen aanvallen, werd volledig afgezet door een barricade en ook hier werd zware artillerie geplaatst. Indien de vijand toch door zou breken, waren er op het eiland nog strategisch geplaatste controlepunten en bunkers om hen tegen te houden. Verder werden er nog anti-tankkuilen gegraven om de tanks (lichte Stuarts & M4 Sherman medium tanks) en terreinwagens van de Amerikanen tegen te houden, maar omdat de luchthaven vrijwel het gehele eiland besloeg, was het volgens Shibazaki van kapitaal belang dat zeker de kustlinies stand hielden bij een eventuele aanval.

## De Amerikaanse aanvalsplannen
De Amerikanen, onder leiding van de generaal Smith, werkten een plan uit samen met Britten, Australiërs en Nieuw-Zeelanders die in de regio van de Gilberteilanden gewoond hadden. De ex-kolonialen waren een grote hulp voor de Amerikanen omdat ze een vrij gedetailleerde beschrijving van het terrein konden geven. Het plan dat ze uiteindelijk zouden uitvoeren, stond haaks op de verwachtingen van admiraal Shibazaki. Ze zouden met behulp van amfibische voertuigen en landingsboten de lagune betreden en van daaruit in verschillende aanvalsgolven het strand belagen.

De noordelijke zijde van Betio werd verdeeld in drie zones: Red 1, 2 en 3. Elke compagnie kreeg een zone toegewezen waarop ze zich tijdens de slag moest focussen. Als alles naar wens verliep zou zo volgens de Amerikanen het eiland in een mum van tijd ingenomen worden. Majoor Frank Holland, een specialist wat de getijden betrof, merkte op dat het plan van de Amerikanen alleen zou slagen indien de troepen de lagune zouden betreden bij hoogtij. Anders zouden ze onvermijdelijk vastlopen op de zandbanken en zouden ze een uitstekende schietschijf voor de Japanse mariniers zijn. Zijn opmerkingen werden maar lauw onthaald door zijn oversten en de plannen werden nauwelijks bijgestuurd.

## De slag

### Dag 1
Op 20 november 1943 begon het gevecht. Om vijf uur 's morgens werden de Japanners onder vuur genomen door de Amerikanen. De bommen die ze op het eiland lieten vallen als verrassingsaanval wekten bij de Amerikanen de illusie op dat de Japanse troepen sterk uitgedund waren. De aanval op het strand kon beginnen. Waar de Amerikanen echter geen rekening mee gehouden hadden, was de standvastigheid van de Japanse soldaten. Ze zouden snel merken dat de luchtaanval weinig effect had. Hoewel de Amerikanen zich zorgvuldig hadden voorbereid, liep niet alles volgens plan. Het hoogtij waarop ze gehoopt hadden bleef uit en dus moesten ze de lagune bij laagtij betreden. Hierdoor konden de boten die de troepen moesten transporteren de kusten nauwelijks bereiken en waren ze genoodzaakt de Amerikaanse mariniers een honderdtal meter voor de kust te laten ontschepen.
Shibazaki's voorbereidingen wierpen hun vruchten af. De bunkers hadden de meeste manschappen kunnen beschermen tegen de Amerikaanse luchtaanval en het Japanse artillerievuur maaide een groot deel van de Amerikaanse troepen neer die met veel moeite het water doorwaadden. Sommigen stuitten op scherp koraal of verdronken door hun zware uitrusting. De voormiddag was een succes voor Japan. Amerika had behoorlijk wat logistieke schade geleden en ook de troepen kenden grote verliezen. De namiddag zou echter een kentering in de slag brengen. De Amerikaanse mariniers bestookten de kust met hevigere aanvalsgolven en konden uiteindelijk hier en daar voet aan wal krijgen. Het aantal gewonden aan Japanse zijde liep ondertussen op en generaal Shibasaki besloot zijn hoofdkwartier op te geven opdat er een hospitaal in ondergebracht kon worden. Toen een Amerikaanse marinier op een bepaald moment enkele Japanners bemerkte die druk in gesprek waren, besloot hij dit te melden aan zijn oversten. Zij gaven op hun beurt het bevel tot het bombarderen van de plek. Het bleken later Shibasaki en zijn staf te zijn. Na zijn dood waren de Japanse soldaten op zichzelf aangewezen. Dit ongeluk was een belangrijk keerpunt, want indien Shibasaki het leven niet gelaten had bij deze aanslag, was de kans groot geweest dat hij met zijn vernuft de Amerikanen alsnog had kunnen terugdringen door 's nachts terug te slaan.

### Dag 2
Hoewel dag 1 er 's morgens veelbelovend had uitgezien voor Japan, was het in extremis toch verkeerd uitgedraaid en dag 2 zag er al niet veel beter uit. 's Nachts hadden de Japanse troepen ervoor gekozen niet in de tegenaanval te gaan maar hadden ze voor een versteviging van de verdediging gekozen. Nu de kustlinie op enkele plaatsen doorbroken was, verspreidden de gevechten zich over het hele eiland. Niet veel later was bijna het volledige gebied tussen de kust en de luchthaven in handen van de Amerikanen. Het nieuwe doel was nu het vliegveld te behouden, en de Japanners waren vastberaden dit niet zonder slag of stoot in Amerikaanse handen te laten vallen. De Amerikaanse troepen die de luchthaven bestormden, lagen al snel onder vuur. De Japanse troepen die nog sporadisch stand hielden aan de kust, werden rond 10 uur met een nieuw bombardement volledig uitgeschakeld. Het strand was eindelijk van de Amerikanen. De Japanse troepen deden alles wat in hun macht lag om hun greep op het vliegveld te houden maar in de loop van de dag moesten ze het toch opgeven. De Amerikanen rukten steeds verder op en het zag er steeds slechter uit voor Japan.

### Dag 3
De Japanse troepen probeerden zo lang mogelijk stand te houden maar het zag er reeds naar uit dat de strijd gestreden was. Na het verlies van het vliegveld bestond de verdediging van Betio nog slechts uit enkele gefragmenteerde groepjes soldaten. Niet denkend aan opgeven, verzamelden de laatste Japanse soldaten zich 's nachts om met een laatste stormaanval het eiland te behouden. De Japanners stierven nog liever dan dat ze in de handen van de vijand vielen. De wanhoopspoging mislukte echter en daarmee viel het doek over de strijd. Van de geschatte 4.700 Japanse troepen overleefden slechts een 17-tal Japanse soldaten de veldslag. De Amerikanen verloren zo'n 3.000 manschappen.

## De dagen na de slag om Betio
Nu de strijd gestreden was, werd duidelijk welke ravage was aangericht. Op het eiland stond nauwelijks nog een palmboom recht en de dodental was aan beide zijden hoog. Overal op het eiland lagen lijken verspreid die de hevigheid van de gevechten op een gruwelijke manier illustreerden. De enkele Japanse krijgsgevangenen die nog in leven waren, werden volledig uitgekleed opdat ze geen zelfmoord konden plegen. 

Met de val van Betio vielen ook de andere eilanden die deel uitmaakten van de Tarawa-atol in handen van de Amerikanen. Het puin werd geruimd en het vliegveld werd in zijn oorspronkelijke staat hersteld. Tarawa zou in het verdere verloop van de oorlog dienen als bevoorradingspunt voor het Amerikaanse kamp. Opmerkelijk is dat beide kampen na de strijd met verstomming geslagen waren. De Japanners omwille van het feit dat hun "onneembaar" eiland toch ingenomen was door de VS, de Amerikanen waren dan weer onder de indruk van de Japanse troepen, die een ongelooflijke trouw en vastberadenheid hadden getoond. Het werd voor beide kampen duidelijk dat de slagen die ze nog zouden moeten uitvechten, een grote beproeving voor beide legers zouden zijn.

## Hedendaagse overblijfselen van de slag

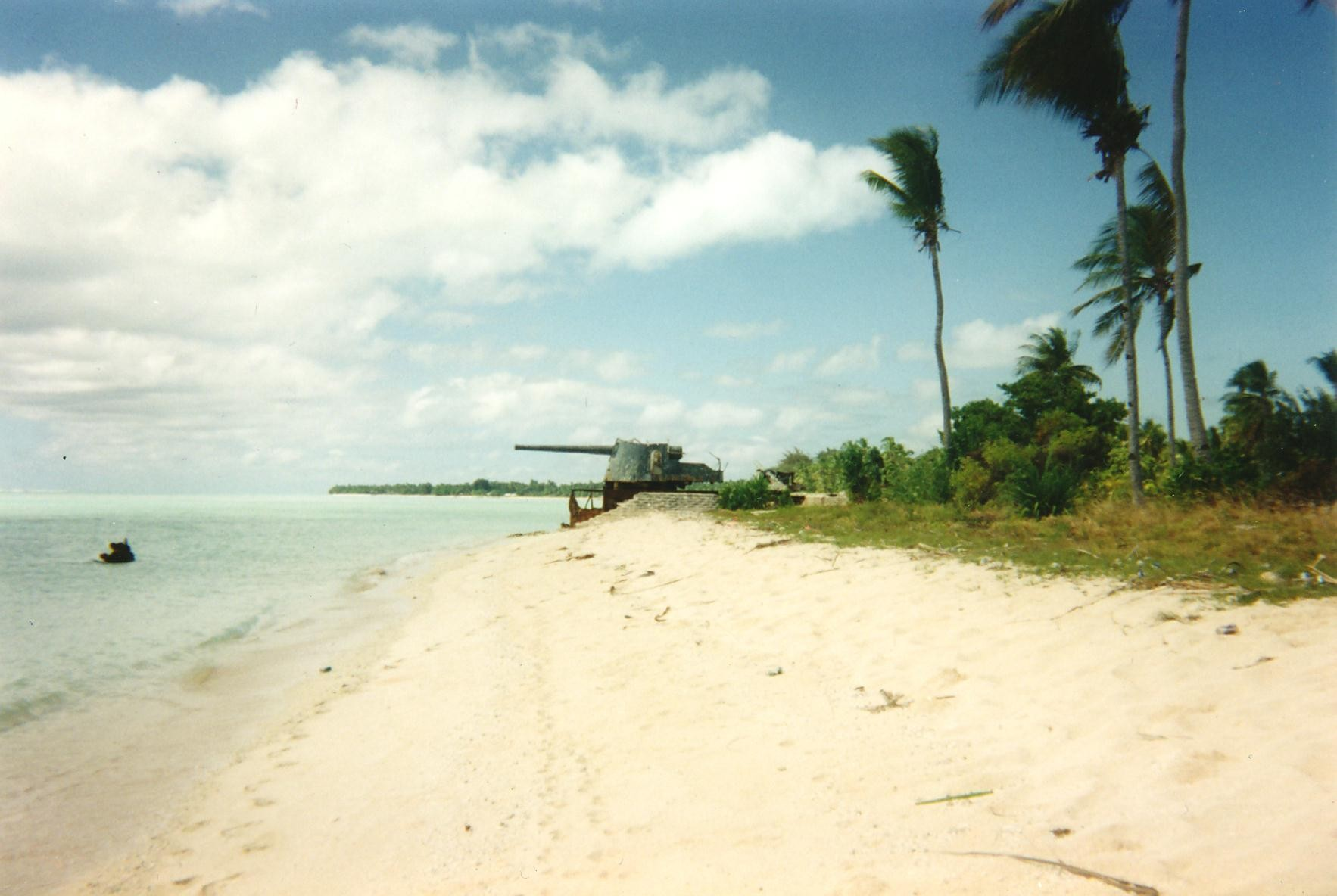
Japans 8 inch Vickers geschut "Singapore Gun"
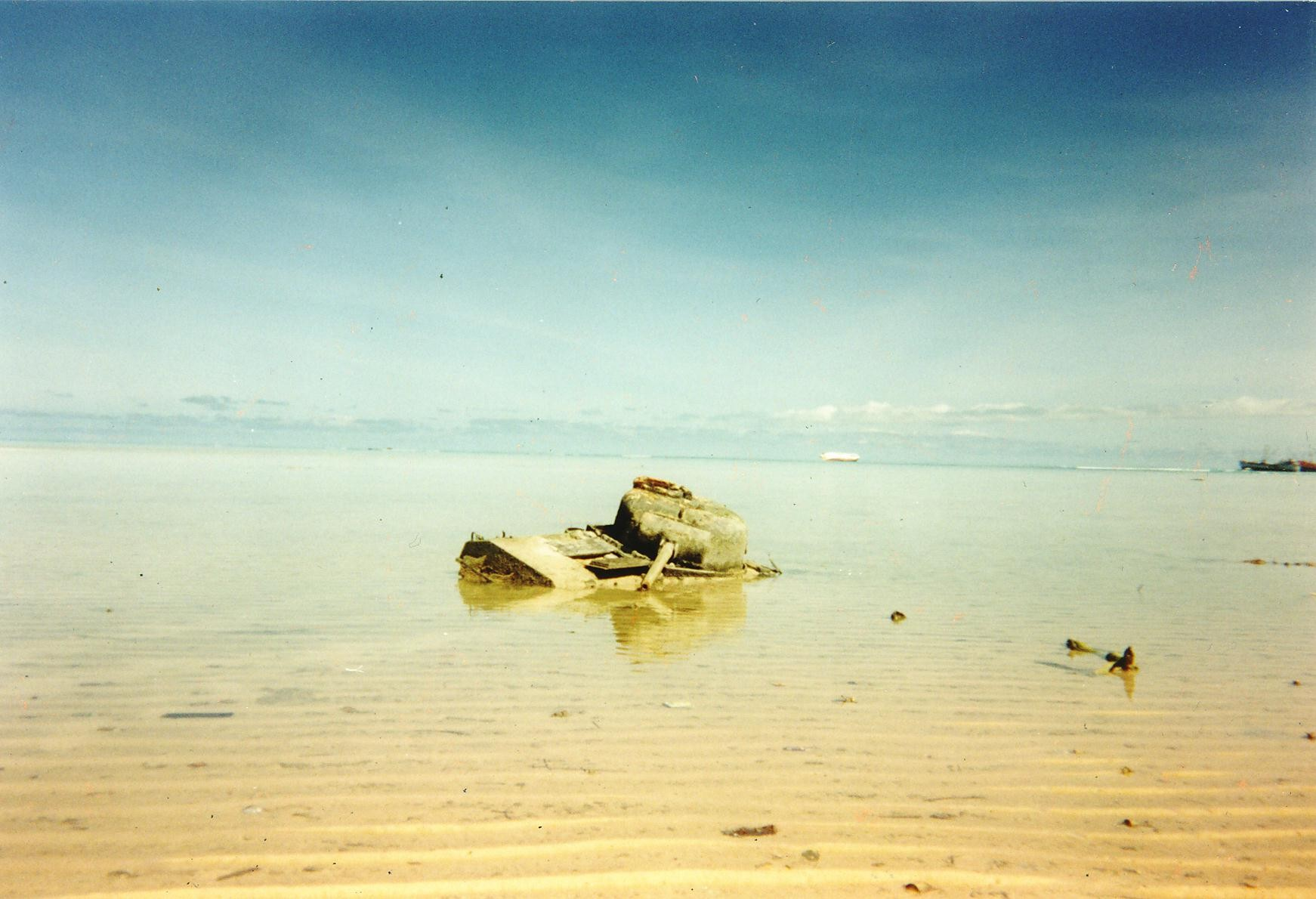
Amerikaanse M4 Sherman tank

## Trivia
Door de Belgische striptekenaars Victor Hubinon en Jean-Michel Charlier is de slag in 1948 als onderwerp voor een tweedelige stripreeks met de titel Tarawa, het bloedige atol gebruikt.